# Typhlops brongersmianus
Typhlops brongersmianus là một loài rắn trong họ Typhlopidae. Loài này được Vanzolini mô tả khoa học đầu tiên năm 1976.